# قمری‌های خاکی
قمری‌های خاکی (نام علمی: Geopelia)، سرده‌ای از کبوترهای کوچک دم‌دراز از خانواده کبوتران است. آنها بومی جنوب شرق آسیا و استرالیا هستند و اغلب در مناطق باز و بوته‌زارها یافت می‌شوند. آنها عمدتاً از دانه‌هایی تغذیه می‌کنند که با جستجو روی زمین پیدا می‌کنند. آنها معمولاً دو تخم را در یک لانه ساده از شاخه‌ها و علف می‌گذارند. پرهای آنها عمدتاً قهوه‌ای مایل به خاکستری با الگوی لکه‌ها یا نوارها است. قمری گورخری و قمری الماسی معمولاً در اسارت نگهداری می‌شوند.
این سرده در سال ۱۸۳۷ توسط طبیعت‌شناس انگلیسی ویلیام جان سوینسون با قمری گورخری (Geopelia striata) به عنوان گونه نماد معرفی شد. نام این سرده ترکیبی از واژه یونان باستان geō به معنای «زمین» و peleia به معنای «قمری-کبوتر» است.
این سرده دارای پنج گونه است.
- قمری الماسی، Geopelia cuneata
- قمری گورخری، Geopelia striata
- قمری آشتی‌جو، Geopelia placida (گاهی به عنوان زیرگونه G. striata در نظر گرفته می‌شود)
- قمری نواری، Geopelia maugeus (گاهی به عنوان زیرگونه G. striata در نظر گرفته می‌شود)
- قمری شانه‌نواری، Geopelia humeralis